# Mangelāb
Mangelāb (persiska: منگلاب) är en ort i Iran.   Den ligger i provinsen Mazandaran, i den norra delen av landet, 160 km nordost om huvudstaden Teheran. Antalet invånare är 155.
Terrängen runt Mangelāb är mycket platt. Runt Mangelāb är det tätbefolkat, med 790 invånare per kvadratkilometer. Närmaste större samhälle är Babol, 13,8 km sydväst om Mangelāb. Trakten runt Mangelāb består till största delen av jordbruksmark.